# Driessenia axantha
Driessenia axantha är en tvåhjärtbladig växtart som beskrevs av Pieter Willem Korthals. Driessenia axantha ingår i släktet Driessenia och familjen Melastomataceae. Inga underarter finns listade i Catalogue of Life.